# ISAPI
ISAPI，即網際網路伺服器應用程式介面（Internet Server Application Programming Interface），是可被微软IIS加载和调用的底层的Win32风格的DLL。用于扩展HTTP服务器的功能。

## ISAPI扩展
利用ISAPI，可以用任何能够生成Windows标准DLL的编程语言来编写网页程序。客户将使用例如http://server/main.dll 的地址来访问这些网页。
ASP.NET就是通过ISAPI扩展来和IIS进行交互的,这个扩展寄宿着.NET运行时和ASP.NET运行时.ISAPI提供了核心的接口,ASP.NET使用非托管的ISAPI代码通过这个接口来从Web服务器获取请求(request),并发送响应（response）回客户端.ISAPI提供的内容可以通过通用对象(例如HttpRequest和HttpResponse)来获取,这些对象通过一个定义良好并有很好访问性的接口来暴露非托管数据.

## ISAPI筛选器
类似于Windows中的钩子，ISAPI筛选器将在发生某些特定事件的时候被调用（例如客户请求网页），可监视、拦截或修改客户端与服务器直接的传输数据。常用作数据库防下载、加密和压缩数据、统计访问人数等。